# Zelfportret (Molkenboer)
Zelfportret is de titel een schilderij van de Nederlandse kunstschilder Theo Molkenboer, gemaakt in 1896, olieverf op linnen, 81,5 x 65 centimeter groot. De kunstenaar beeldt zichzelf af voor een open venster, in een hoekige stijl die vooruit lijkt te lopen op die van de nieuwe zakelijkheid. Het schilderij bevindt zich in de collectie van het Stedelijk Museum te Amsterdam.

## Context
Molkenboer groeide op in een streng katholiek milieu en volgde als geboren noorderling de HBS op het strenge internaat in het Limburgse Rolduc. Na het doorlopen van de door zijn vader Willem Molkenboer opgerichte Rijksnormaalschool voor Tekenonderwijzers te Amsterdam volgde hij vanaf 1892 lessen aan de Rijksakademie van beeldende kunsten. In die periode worstelde hij hevig met zijn eigen gevoelens, meer in het bijzonder met spanning tussen zijn religieuze achtergrond en de drang naar innerlijke vrijheid die hij als beginnend kunstenaar gewaar werd. Zijn Zelfportret is een treffende weerspiegeling van deze 'strijd'.

## Afbeelding
Molkenboer, in 1896 vijfentwintig jaar, schildert zichzelf in een zwart pak met staande boord en bolhoed: kleding die merkwaardig genoeg -althans voor een katholiek- doet denken aan het kostuum van een gereformeerde ouderling. De haren strak naar achteren gekamd, situeert zichzelf in een sober oer-Hollands interieur. Achter hem staat een eenvoudige houten tafel waarop een opengeslagen boek ligt, symbool voor een vlucht uit de werkelijkheid. Buiten is er volop licht, maar het stroomt niet de kamer binnen; het lijkt tegengehouden te worden door het strenge kruis in het raam, dat geïnterpreteerd kan worden als religieus symbool. De schilder bevindt zich in een donker hok, terwijl de kleurig rood-witte luiken in het groene kozijn uitnodigend naar buiten lijken te reiken, naar een egaal surreëel lichtblauw landschap, dat als symbool kan worden gezien voor het onconventionele van het kunstenaarschap. Binnen en buiten geven hoe dan ook een groot contrast te zien.
Een interpretatie zou kunnen zijn dat het kruis in het raam Molkenboer beschermd tegen deze buitenwereld, die hij niet toe wil laten. Waarschijnlijker is echter dat hij een beeld heeft willen scheppen van de enigszins bekrompen geslotenheid die zijn strenggelovige afkomst hem oplegt, en zijn verlangen hieraan te ontkomen. Min of meer terloops kijkt de schilder de kijker aan, alsof hij verstandhouding zoekt.

## Stijl
Molkenboers Zelfportret valt qua stijl direct op door de strakke gestileerdheid. Het lijkt wortels te hebben in de Duitse romantiek uit het begin van de negentiende eeuw, waarin het openstaande raam wel vaker als thema werd genomen. Anderzijds lijken de opvallende helderheid van schilderen, de stevige, gesloten lijnen en het strakke voorkomen van de schilder het portret in de nieuw-zakelijke traditie van de jaren twintig te plaatsen: een statische vorm van realisme, ogenschijnlijk afstandelijk, maar waarbij onder het oppervlak de vaak heftige gevoelens duidelijk voelbaar zijn.
De hoekigheid van het zelfportret duidt op een zekere gestrengheid, maar ook op een ondubbelzinnige daadkracht. Met name de kruisvorm van het raam geeft de compositie een stevige en standvastige structuur. De schilder zelf lijkt op een keerpunt te staan. Uiteindelijk zou hij echter nooit onverdeeld voor de kunst kiezen: zijn leven lang bleef hij gelovig. In de kunst zou hij zich later in hoofdzaak richten op de grafische ontwerpkunst en op het maken van portretten in opdracht, waarbij minder een beroep werd gedaan op zijn 'persoonlijke overgave'.